# Swindle Island
Swindle Island ist eine Insel vor der Westküste der kanadischen Provinz British Columbia, mit einer Fläche von 285 km² sowie einem Umfang von 172 km. Die Insel liegt am südwestlichen Übergang der Hecate Strait zum Queen Charlotte Sound.
Die Insel gehört zum Regional District of Kitimat-Stikine und wird, wie die meisten der Inseln im nördlichen Küstenbereich der Provinz, zum Great Bear Rainforest gerechnet. Im Westen der Insel findet sich mit dem Kitasoo Spirit Bear Conservancy ein Naturschutzgebiet. Dieses insgesamt 102.875 Hektar große Schutzgebiet erstreckt sich neben Swindle Island auch auf Princess Royal Island, wo der größte Teil liegt und auf Price Island.
Auf der Insel finden sich keine offiziellen Gemeinden. Jedoch hat sich an der Ostküste der Insel, in einem Reservat der First Nations, die Siedlung Klemtu mit etwa 300 Einwohnern gebildet. Klemtu wird auch von den Fähren der BC Ferries, welche auf der Inside Passage verkehren, angelaufen.
Traditionell ist die Insel Siedlungs- und Jagdgebiet der First Nations, hauptsächlich der Heiltsuk und der Tsimshian.

## Geographie
Östlich der Insel befindet sich der Finlayson Channel und die Südspitze grenzt an den Milbanke Sound. Weiter östlich des Finlayson Channel liegt, mit zahlreichen weiteren Inseln wie Roderick Island vorgelagert, das kanadische Festland (die „Don Peninsula“). Nordwestlich von Swindle Island liegt, getrennt durch die Meyers Passage, Princess Royal Island und westlich davon dann Aristazabal Island, von welchen sie durch den Laredo Sound getrennt wird. Südwestlich der Insel und der Higgins Passage liegt Price Island.
Der höchste Punkt der Insel ist mit 820 m Höhe der „Swindle Peak“.